# Strongylognathus tylonus
Strongylognathus tylonus is een mierensoort uit de onderfamilie van de Myrmicinae. De wetenschappelijke naam van de soort is voor het eerst geldig gepubliceerd in 2001 door Wei, Xu & He.